# Cartuja de Santa María de Scala Coeli
La Cartuja de Santa María Scala Coeli es un monasterio de la Orden de la Cartuja localizado en Évora (Portugal), fundado el 8 de diciembre de 1587.

## Orígenes
El monasterio se fundó en tiempos del rey de España, Felipe II (1527-1598), de la Casa de Austria, también rey de Portugal con el nombre de Felipe I. La Cartuja de Santa María de Scala Coeli se erigió en las proximidades de Évora. Fundado el 8 de diciembre de 1587 por el Arzobispo Teotónio, de la familia Braganza. La construcción del monasterio comenzó en 1593. Los edificios fueron habitados desde 1598. En 1602 siete monjes se establecieron en el antiguo Palácio dos Condes de Basto mientras se preparaba la cartuja. La iglesia del monasterio y el gran claustro se construyeron entre 1615 y 1621. Durante la Guerra de la Restauración (1640-1668), Évora fue conquistada en 1663 por las tropas españolas bajo el mando de Juan José de Austria (1629-1679) y el monasterio fue saqueado y gravemente dañado.

## Esplendor
A fines del siglo XVII la Casa de Braganza, ya en el trono de Portugal, restauró los edificios (1694) y enriqueció la iglesia del monasterio. Al rey Pedro II (1648-1706) se debe el pórtico y la admirable fachada exterior. Es una fachada en estilo renacentista, hecha en mármol, cuya autoría se atribuye a los arquitectos Felipe Terzi (1520-1597) y Giovanni Vincenzo Casali (1539-1593).
En el siglo XVIII, en tiempos del rey Juan V el magnánimo (1689-1750), se realizó  el retablo en talla dorada del altar mayor.
La iglesia fue declarada Monumento Nacional en 1910. El resto del  monasterio es más bien sencillo, pero de grandes dimensiones. El jardín del claustro, de 98x98 metros cada lado, casi una hectárea, es el más grande de Portugal. A su alrededor se encuentran las celdas de los cartujos.

## Expulsión y retorno
Em 1834, el decreto de disolución de las órdenes religiosas de Portugal obligó a la salida de los padres cartujos del monasterio. Esto supuso la pérdida de importantes obras de arte y de la biblioteca (parte de sus documentos están hoy en Archivo Nacional de la Torre de Tombo). Tras la expropiación fue escuela agraria hasta que entró en las posesiones de la familia de los Condes de Vilalba, al ser comprada por José Maria Eugénio de Almeida (1873-1937).
En el siglo XX el convento fue restaurado por iniciativa del bisnieto de José Maria, Vasco Maria Eugénio de Almeida (1913-1975) (el creador de la Fundación Eugénio de Almeida). Este, en 1960, autorizado por el Arzobispo de Évora, D. Manuel Trindade Salgueiro (1898-1965), llamó de nuevo a los frailes cartujos para ocupar el monasterio. Durante la Revolución de los Claveles fueron ocupadas algunas e las propiedades de Vasco María, quien murió al poco sin herederos directos. Las propiedades de la Cartuja volvieron a manos de la Orden. Es el único convento de monjes cartujos en Portugal.
El Capítulo General de la Sagrada Orden Eremítica Cartujana del Año del Señor de 2019, reunido en el mes de mayo de 2019 en la Casa-Madre de la Orden Cartujana, La Grande Chartreuse, en Francia, decidió cerrar definitivamente esta cartuja, confirmando una decisión previa tomada por el Capítulo General de la Sagrada Orden Eremítica Cartujana del Año del Señor de 2011, pero cuya aplicación se había aplazado hasta ahora. Se tomaron las siguientes decisiones: Los últimos cuatro monjes cartujos residentes en la cartuja de Santa María Scala Coeli han sido enviados uno a la cartuja de Santa María de Miraflores, en Burgos, España, y los otros tres a la cartuja de Santa María de Montalegre, en Barcelona, España; Por tanto, desde ahora los nuevos candidatos de Portugal que desearan entrar en la Sagrada Orden Eremítica Cartujana deberán dirigirse prioritariamente a la cartuja de Santa María Porta Coeli, en Valencia, España, donde ya se encuentran dos nuevos novicios portugueses en formación; y desde ahora, pasarán a vivir en la antigua cartuja de Santa María Scala Coeli un grupo de jóvenes monjas contemplativas del Instituto del Verbo Encarnado: las Servidoras del Señor y de la Virgen de Matará.